# Haplochrois bipunctella
Haplochrois bipunctella is een vlinder uit de familie van de grasmineermotten (Elachistidae). De wetenschappelijke naam van de soort is, als Aetia bipunctella, voor het eerst geldig gepubliceerd in 1880 door Victor Toucey Chambers.